# Настоящие козодои
Настоя́щие козодо́и:108, или козодоевые:2960 (лат. Caprimulgidae), — семейство птиц из отряда козодоеобразных, ведущих преимущественно ночной либо сумеречный образ жизни.

## Общая характеристика

### Внешний вид
Птицы мелких и средних размеров. Характерные особенности настоящих козодоев — сравнительно большая голова, большие глаза, короткий и слабый клюв в сочетании с очень большим разрезом рта, длинные узкие крылья и хвост. У большинства видов, за исключением птиц из подсемейства Chordeilinae, в углах рта развиты твёрдые щетинки. Первостепенных маховых перьев — 10. Грудина имеет два слабых выреза. Ноги слабые с короткими пальцами, слабо приспособленными для передвижения по земле. Наружный палец состоит из 4 фаланг. Коготь среднего пальца с внутренней стороны зазубрен. Оперение мягкое и рыхлое, окрашено преимущественно в песочные, серые, бурые покровительственные тона, скрывающих птицу на фоне древесной коры или почвы. Полупустынные виды, как например обитающий в засушливых регионах Африки великолепный козодой (Caprimulgus eximius), имеет охристо-рыжее оперение под фон окружающего ландшафта.
Северные виды являются перелётными, а у некоторых южных видов, например, американского белогорлого козодоя (Phalaenoptilus nuttallii), имеет место гипотермия, которая может длится до 85 дней, при этом температура птицы снижается до 18-19°С. Кратковременное оцепенение также описано и у обыкновенного козодоя.

### Образ жизни
Птицы ведут ночной и сумеречный образ жизни. Обитают в разнообразных ландшафтах, часто — сочетание древесно-кустарниковой растительности с открытыми пространствами. Благодаря очень длинным крыльям, полет относительно медленный, но манёвренный и бесшумный. Нередко после двух-трёх глубоких взмахов крыльев планируют на неподвижно расставленных крыльях, могут и зависать на одном месте, трепеща крыльями. Питаются преимущественно ночными летающими насекомыми. Их ловят главным образом на лету, но также с поверхности земли, растительности и кустарников.
Заметить сидящих птиц на земле или ветках трудно, благодаря покровительственной окраске оперения со струйчатым рисунком и привычке птиц сидеть неподвижно. Некоторые виды садятся вдоль ветвей деревьев, а не поперек, как большинство птиц. Данный механизм позволяет им лучше прятаться в дневное время. Ходят редко и неохотно, в густую высокую траву не садятся, отдавая предпочтение оголённым участкам земли.
Моногамы, но пары непостоянны. Гнездятся на земле. Тип развития птенцовый. Специального гнезда не делают. Яйца откладывают непосредственно на почву, чаще на хвою, прошлогоднюю листву, труху сгнившего дерева. На месте, где лежат яйца, по мере насиживания образуется небольшое углубление.

## Распространение
Семейство объединяет около ста видов, из которых 6 так или иначе подвержены риску вымирания и находятся под охраной Красной книги Всемирного союза охраны природы. В частности, статус таксона в критическом состоянии (CR) имеют пуэрто-риканский козодой (Caprimulgus noctitherus) и обитающий на Ямайке вид Siphonorhis americana. Козодои широко распространены в мире, однако отсутствуют в северных таёжных и приполярных регионах, в наиболее жарких пустынях и на отдалённых океанических островах.
Почти по всему миру распространён многочисленный род Caprimulgus, насчитывающий более 50 видов. В Восточной Европе и Северной Азии распространены только три вида козодоев, все относящиеся к этому роду.
В орнитофауне России гнездятся два вида козодоев — обыкновенный (Caprimulgus europaeus) и большой (Caprimulgus indicus). Первый распространён в европейской части страны и Южной Сибири на восток до монгольской границы, второй от Забайкалья до Приморья. Обыкновенный, а также населяющий Северную Америку до Канады виргинский сумеречный козодой (Chordeiles minor), являются дальними мигрантами, в зимнее время перемещаясь в тропические районы соответственно Африки и Южной Америки. Американский белогорлый козодой, обитающий на Великих равнинах, обладает уникальной способностью из всех птиц впадать в своеобразную спячку — оцепенение, которое может продолжаться от нескольких недель до нескольких месяцев. Остальные виды, обитающие в более тёплых широтах, ведут либо оседлый или кочевой образ жизни, либо зимуют на относительно небольшом расстоянии от гнездового ареала. Среди последних можно назвать красношейного козодоя (Caprimulgus ruficollis) с Пиренейского полуострова и Северной Африки, и рыжещёкого козодоя (Caprimulgus rufigena) из Южной Африки.

## Классификация
На февраль 2022 года в семействе выделяется 20 родов и 98 видов:
- Род Eurostopodus — Южноазиатские козодои — 7 видов
- Род Lyncornis — 2 вида
- Род Gactornis - 1 вид
  - Gactornis enarratus
- Род Сумеречные козодои (Chordeiles) — 6 видов
- Род Полуошейниковые козодои (Lurocalis) — 2 вида
- Род Ленточные козодои (Nyctiprogne) — 2 вида
- Род Nyctipolus — 2 вида
- Род Козодои-пораке (Nyctidromus) — 2 вида
- Род Setopagis — 4 вида
- Род Серпокрылые козодои (Eleothreptus) — 2 вида
- Род Полосатокрылые козодои (Systellura) — 2 вида
- Род Ласточковые козодои (Uropsalis) — 2 вида
- Род Острохвостые козодои (Hydropsalis) — 4 вида
- Род Лирохвостые козодои (Macropsalis) — 1 вид
  - Macropsalis forcipata
- Род Гаитянские козодои (Siphonorhis) — 2 вида
- Род Глазчатые козодои (Nyctiphrynus) — 4 вида
- Род Phalaenoptilus — Белогорлые козодои — 1 вид
  - Phalaenoptilus nuttallii — Американский белогорлый козодой
- Род Antrostomus — 12 видов
- Род Veles - 1 вид
  - Veles binotatus
- Род Козодои (Caprimulgus) — 39 видов